# Java Desktop System
Java Desktop System (znane również pod nazwą OpenSolaris Desktop) – nieaktualizowane już środowisko graficzne oparte na wczesnych wersjach GNOME, powstałe dla systemu Solaris firmy Sun Microsystems, nad którym prace zostały zarzucone w 2005 roku, kiedy Solaris został wypuszczony jako oprogramowanie open source.